# Avhängiga territorier
Avhängiga territorier är områden som lyder under en stat de inte är en integrerad del av. De flesta kan karakteriseras som kvarvarande kolonier, ofta isolerade öar med liten eller ingen bofast befolkning. Flera områden har väderstationer och andra sorters forskningsstationer (särskilt inom polarforskning och havsforskning); radiostationer; strategisk betydelse och/eller potentiellt intressanta ekonomiska zoner.
Samtliga befolkade områden i förteckningen utom Svalbard har varierande grad av inre autonomi (självstyre). Invånarnas medborgerliga rättigheter i förhållande till centralmakten varierar. Svalbard och Antarktis är (liksom även Åland) två områden vars politiska och folkrättsliga status fastställts i internationella fördrag. Många andra avhängiga territorier har numer fått sin status fastställd i folkomröstningar eller allmänna val.
De avhängiga områdena skall inte förväxlas med områden som är ockuperade eller omstridda, inte heller med områden där det finns separatistiska rörelser.
De skall inte heller förväxlas med associerade stater eller autonoma regioner som är enheter i många staters administrativa indelningar.
Avhängig kommer av tyskans abhängig (beroende) och har använts i svenskan sedan 1815. Territorium kommer av latinets terra (jord) och beskriver det folkrättsliga förhållandet att en stat har suveränitet över ett avgränsat område.

## Australien
Externa territorier:
- Ashmore- och Cartieröarna (obebott), Stilla havet
- Julön, Indiska oceanen (ingår i Australian Indian Ocean Territories)
- Kokosöarna, Indiska oceanen (ingår i Australian Indian Ocean Territories)
- Australiska Antarktis (obebott; ensidigt anspråk)
- Korallhavsöarna (obebott), Stilla havet
- Heard- och McDonaldöarna (obebott), Indiska oceanen
- Norfolkön, Stilla havet

## Frankrike
Vid en grundlagsrevision 2003 avskaffades den tidigare kategorin utomeuropeiska territorier (territoires d'outre-mer) för alla bebodda områden. I enlighet med folkomröstningar under 2003 upphörde Saint-Barthélemy och Saint-Martin som gemensamt arrondissement i regionen Guadeloupe 2007 och blev separata utomeuropeiska förvaltningsområden (collectivités d'outre-mer). 31 mars 2011 blev Mayotte ett utomeuropeiskt departement och formellt del av Frankrike.
Utomeuropeiska territorier:
- Franska sydterritorierna (obebott) som består av Îles Éparses, Indiska oceanen och Adelie land (ensidigt anspråk, se Antarktisfördraget), Antarktis

Förvaltningsområde sui generis:
- Nya Kaledonien, Stilla havet

Utomeuropeiska förvaltningsområden:
- Franska Polynesien, Stilla havet
- Saint-Barthélemy, Västindien
- Saint-Martin, Västindien
- Saint-Pierre och Miquelon, Nordamerika
- Wallis- och Futunaöarna, Stilla havet

## Norge
Svalbard och Jan Mayen är formellt delar av Norge, medan biländerna tillhör Norge utan att vara en riktig del av landet.
Den norska suveräniteten över Svalbard är starkt begränsad enligt den internationella Spetsbergtraktaten. Svalbard styrs av en sysselmann som är regeringens representant (närmast motsvarande en guvernör men kan också liknas vid en landshövding). Svalbard har sedan 2004 en viss lokal demokrati, vilket gör Svalbard mer till en speciell del av Norge, liknande Bonaire eller Guadeloupe (som inte räknas som avhängiga territorier). Jan Mayen har ingen egentlig befolkning utan endast utsänd personal och lyder direkt under staten.
Biländer:
- Norska Antarktis:
  - Dronning Maud Land (obebott, dock baser med ständig bemanning, ensidigt anspråk), Antarktis
  - Bouvetön, (obebodd), Atlanten
  - Peter I:s ö (obebodd), Stilla Havet

## Nya Zeeland
- Tokelau, Stilla havet
- Ross Dependency (obebott; ensidigt anspråk), Antarktis, inklusive Nya Zeelands subantarktiska öar (obebott), Stilla havet

## Storbritannien
Utomeuropeiska territorier:
- Anguilla, Västindien
- Bermuda, Nordamerika
- Brittiska Antarktis (obebott; ensidigt anspråk), inklusive Sydorkneyöarna och Sydshetlandsöarna, Atlanten
- Brittiska Jungfruöarna, Västindien
- Caymanöarna, Västindien
- Falklandsöarna, Sydamerika
- Gibraltar, Europa
- Montserrat, Västindien
- Pitcairnöarna, Stilla havet
- Sankta Helena, Ascension och Tristan da Cunha, Afrika
- Sydgeorgien och Sydsandwichöarna (närmast obebott), Atlanten
- Turks- och Caicosöarna, Västindien

## USA
Icke införlivade territorier:
- Amerikanska Jungfruöarna, Västindien
- Amerikanska Samoa, Stilla havet
- Guam, Stilla havet
- USA:s avlägset belägna öar (obebott), Stilla havet och Västindien.

## FN:s lista över "Non-Self-Governing Territories"
Av de ovan listade områdena undantas de som är obebodda från FN:s avkoloniseringskommittés lista över "Non-Self-Governing Territories". Undantagna är även Australiens och Nederländernas besittningar, liksom Svalbard. Av de franska besittningarna finns Nya Kaledonien och Franska Polynesien med. Däremot listas Västsahara som ockuperades av Marocko och Mauretanien vid avkoloniseringen 1976.